# Renatus Ziggiotti
Renatus Ziggiotti SDB (ital. Renato) (* 9. Oktober 1892 in Campodoro, Padua; † 19. April 1983 in Costermano) war als fünfter Nachfolger Don Boscos, von 1952 bis 1965 der sechste Generalobere der Salesianer Don Boscos.

## Leben
Ziggiotti war ab dem 7. Lebensjahr Schüler der Salesianer Don Boscos in Este. Nach dem Noviziat 1908 in Foglizzo legte er am 15. September 1909 die Ordensgelübde vor Don Michael Rua ab. Er arbeitete zunächst als Assistent im salesianischen Oratorium von Valdocco 1912 als Lehrer im salesianischen Haus von Verona. Während des vierjährigen Militärdienstes im Ersten Weltkrieg konnte er dennoch soweit Theologie studieren, dass er am 8. Dezember 1920 die Priesterweihe empfangen konnte. Dreimal wollte er in die Mission gehen, was aber aus verschiedenen Gründen jedes Mal misslang, obwohl 1921 mit Ecuador, 1923 mit Australien und 1924 mit Japan bereits die Ziele festgelegt waren.
Von 1924 bis 1931 hatte er das Direktorenamt inne, von 1931 bis 1937 war er Provinzial der italienischen Zentralprovinz, von 1937 bis 1951 Generalrat für die Schulen, 1951 Generalpräfekt.
Von 1952 bis 1965 war er schließlich Generaloberer der Salesianer Don Boscos. In seine Amtszeit fällt 1954 die Heiligsprechung von Dominikus Savio, 1956 die Approbation des Instituts der Volontarie Don Boscos und 1959 der Bau des Tempio di Don Bosco in Rom. Als Generaloberer nahm er auch an den ersten drei Sitzungen des Zweiten Vatikanischen Konzils teil. Das 19. Generalkapitel bat er, ihn nicht wiederzuwählen. So wurde er zum ersten emeritierten Generaloberen. Als solcher war er noch für einige Jahre Rektor des Tempio di Don Bosco in Becchi. Danach zog er sich nach Albarè di Costermano bei Verona zurück, wo er am 19. April 1983 starb.